# James Hartle

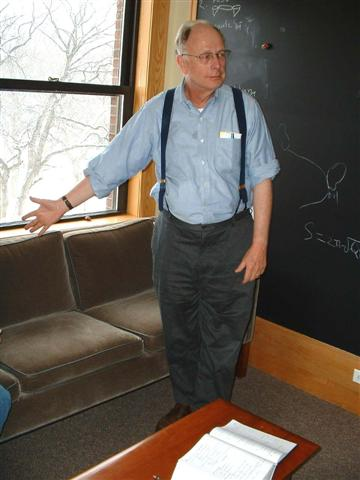
Hartle in der Harvard University

James Burkett Hartle (* 20. August 1939 in Baltimore; † 17. Mai 2023 in Zürich) war ein US-amerikanischer theoretischer Physiker, der sich mit den Grundlagen der Quantenmechanik und Kosmologie beschäftigte.

## Leben
Hartle studierte an der Princeton University (Bachelor 1960, betreut von John Archibald Wheeler) und wurde 1964 mit der Arbeit Complex Angular Momentum in Three-Particle Potential Scattering bei Murray Gell-Mann am Caltech promoviert. 1963/64 war er am Institute for Advanced Study. Ab 1964 war er Instructor an der Princeton University und ab 1966 zunächst Assistant Professor und ab 1972 Professor an der University of California, Santa Barbara. Er war dort Mitgründer und von 1995 bis 1997 Direktor des Institute for Theoretical Physics. Im Jahr 2005 wurde er in Santa Barbara emeritiert und ging 2006 als External Faculty ans Santa Fe Institute. 1981 bis 1983 war er auch Professor an der University of Chicago. Er war unter anderem Gastprofessor in Cambridge (Isaac Newton Institute und Gonville and Caius College 1994).
Hartle war seit 1984 mit Mary Jo Wheeler Hartle, einer Nichte von John Wheeler verheiratet. Er litt in seinen letzten Jahren an Alzheimer und starb am 17. Mai 2023 in Zürich.

## Werk
In den 1960er Jahren schrieb Hartle eine Reihe einflussreicher Artikel zur Physik rotierender Neutronensterne. Mit einem Forschungsstipendium der Alfred P. Sloan Foundation (Sloan Research Fellowship) ging er für ein Jahr ans Institut für Theoretische Astronomie der Cambridge University und wandte sich dort dem damals entstehenden Feld der relativistischen Astrophysik und Kosmologie zu. Er begann eine langjährige Zusammenarbeit mit Stephen Hawking, mit dem 1976 den Hartle–Hawking-Zustand von Materie außerhalb eines Schwarzen Lochs beschrieb und 1983 das no boundary proposal für die quantenmechanische Beschreibung des Universums publizierte. Hartle war einer der Ersten, die die Quantenmechanik auf kosmologische Fragen anwandten und wird daher manchmal als „Vater der Quantenkosmologie“ bezeichnet.
Hartle war einer der Begründer (mit Robert Griffiths, Roland Omnès, Murray Gell-Mann) der Konsistente-Historien-Interpretation der Quantenmechanik, in der er und Gell-Mann v. a. die Bedeutung der Dekohärenz untersuchten.

## Ehrungen
Von 1986 bis 1995 war er Mitglied des International Committee of General Relativity and Gravitation und gehörte lange Jahre dem Beirat des Centre for Theoretical Cosmology der Universität Cambridge an. 2009 erhielt er den Einstein-Preis der American Physical Society. Er war seit 1989 der American Academy of Arts and Sciences, seit 1991 Mitglied der National Academy of Sciences seit 2016 Mitglied der American Philosophical Society.

## Schriften (Auswahl)
- mit Gell-Mann: Time symmetry and asymmetry in quantum mechanics and quantum cosmology. In Halliwell, Perez-Mercador, Zurek (Hrsg.) Physical Origins of time asymmetry 1994
- mit Gell-Mann: Quantum mechanics in the light of quantum cosmology. In Zurek (Hrsg.): Complexity, entropy and physics of Information, Santa Fe Proc. 1988
- mit Gell-Mann: Classical equations for quantum systems. In: Physical Review D, Bd. 47, 1993, S. 3345–3382, Abstract
- Gravity: an Introduction to Einstein's General Relativity. Addison–Wesley, San Francisco 2003, ISBN 0-8053-8662-9 (englisch).
- The Quantum Universe. Essays on Quantum Mechanics, Quantum Cosmology, and Physics in General. World Scientific, 2021, doi:10.1142/11716 (englisch).